# Ithomia abendrothi
Ithomia abendrothi är en fjärilsart som beskrevs av Carl Heinrich Hopffer 1874. Ithomia abendrothi ingår i släktet Ithomia och familjen praktfjärilar. Inga underarter finns listade i Catalogue of Life.